# Carniella detriticola
Carniella detriticola är en spindelart som först beskrevs av Miller 1970.  Carniella detriticola ingår i släktet Carniella och familjen klotspindlar.
Artens utbredningsområde är Angola. Inga underarter finns listade.